# Dag Englund
Dag Englund, född 19 oktober 1906 i Uleåborg, död 1 september 1979 i Helsingfors, var en finländsk arkitekt. Han var bror till Kaj och Einar Englund. 
Englund blev student 1926, utexaminerades från Tekniska högskolan i Helsingfors 1933 och företog därefter en rad studieresor i utlandet. Han var verksam vid Byggnadsstyrelsen 1937–1939, arkitekt inom Wärtsilä-koncernen 1939–1944 och bedrev därefter egen arkitektverksamhet. Han ritade bland annat terminalen på Malms flygfält (tillsammans med Vera Rosendahl, 1938), Veterinärhögskolan i Helsingfors (1956), Kuopio ortodoxa museum (1969) och ett flertal privatvillor. Han erhöll pris i ett flertal arkitekttävlingar.